# José Mário Vaz

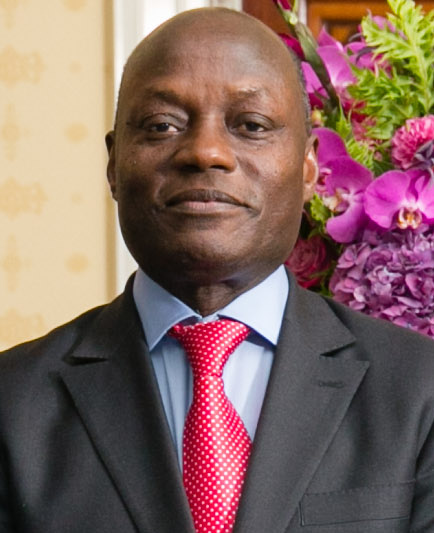
José Mário Vaz, 2014

José Mário Vaz (* 10. Dezember 1957 in Cacheu) ist ein Ökonom und Politiker aus Guinea-Bissau der ehemaligen Befreiungsbewegung Partido Africano da Independência da Guiné e Cabo Verde (PAIGC). Von Juni 2014 bis Juni 2019 war Vaz Präsident seines Landes.

## Leben
Am 13. April 2014 und nach einer Stichwahl am darauffolgenden 18. Mai wurde „Jomav“, wie er von seinen Landsleuten auch genannt wird, als Nachfolger von Manuel Serifo Nhamadjo mit absoluter Mehrheit der PAICV im Parlament zum neuen Präsidenten von Guinea-Bissau gewählt. Am 23. Juni 2014 übernahm er nach einer Zeremonie im Nationalstadion von Bissau offiziell sein Amt.

### Politische Situation
Guinea-Bissau stellt einen der wichtigsten Umschlagpunkte im Kokainhandel von Südamerika nach Europa dar. Schätzungsweise 800–1000 kg Kokain erreichen jede Nacht das westafrikanische Land. Die Streitkräfte von Guinea-Bissau, überwiegend im Drogenhandel verstrickt, sorgen permanent für Unruhe im Land.
Nach seiner Amtseinführung schaffte es José Mário Vaz in kurzer Zeit, beginnend mit friedlichen und glaubwürdigen Wahlen im Jahre 2014, beachtliche politische Fortschritte zu erzielen. Deshalb nahm die EU die dringend benötigte finanzielle Unterstützung für die neuen Behörden bei der Ausübung zentraler staatlicher Funktionen und der Sicherung einer sozialen Grundversorgung für die Bevölkerung wieder auf. Am 23. März 2015 hob die EU die Maßnahmen nach Artikel 96 des Cotonou-Abkommens auf, wodurch der Weg für die vollständige Wiederaufnahme der Entwicklungszusammenarbeit geebnet wurde. Die Europäische Union sagte am 26. März 2015 160 Millionen Euro für Guinea-Bissau zu, um die Demokratie und die Rechtsstaatlichkeit zu stärken, die wirtschaftliche Erholung zu beschleunigen und den Menschen ein besseres Leben zu ermöglichen.
Im Rahmen des 11. Europäischen Entwicklungsfonds (2014–2020) liefen Konsultationen und die Vorbereitungen auf die EU-Unterstützung. Geplant waren Mittel von insgesamt 127 Mio. EUR, wobei der Finanzierungsschwerpunkt auf den Bereichen Staatsführung, Entwicklung des ländlichen Raums und Gesundheit soll. Mit den angekündigten zusätzlichen EU-Geldern sollen in Guinea-Bissau die Fischereipolitik, die Zivilgesellschaft, die Menschenrechte und die Demokratie, die Bodenverwaltung sowie Maßnahmen im Rahmen regionaler Programme gefördert werden.
Am 27. Juni 2019 sollte Vaz durch Beschluss des Parlaments durch Cipriano Cassamá abgelöst werden, der das Land bis zur Präsidentschaftswahl kommissarisch führen sollte. Auf Druck der Staatengemeinschaft ECOWAS blieb Vaz jedoch im Amt. Vaz’ Amtszeit hatte verfassungsgemäß am 23. Juni 2019 geendet. Am 29. Oktober 2019 ernannte er Faustino Imbali zum Premierminister; nach elf Tagen musste dieser jedoch ebenfalls auf Druck der ECOWAS zurücktreten; der vormalige Premierminister Aristides Gomes erhielt sein Amt zurück.
Am 24. November 2019 fand die erste Runde der Präsidentschaftswahl statt. Vaz kandidierte als Unabhängiger, verfehlte aber mit rund zwölf Prozent der Stimmen die Stichwahl. Am 27. Februar 2020 vereidigte sich sein Nachfolger Umaro Sissoco Embaló selbst.